# Team DSM/Saison 2022
Diese Liste beschreibt die Mannschaft und die Siege des Radsportteams DSM in der Saison 2022.

## Mannschaft
| Teamkader 2022                                | Teamkader 2022     | Teamkader 2022         | Teamkader 2022                     |
| Name                                          | Geburtsdatum       | Land                   | Vorheriges Team                    |
| --------------------------------------------- | ------------------ | ---------------------- | ---------------------------------- |
| Thymen Arensman                               | 4. Dezember 1999   | Niederlande            | SEG Racing Academy (2020)          |
| Nikias Arndt                                  | 18. November 1991  | Deutschland            | LKT Team Brandenburg (2012)        |
| Romain Bardet                                 | 9. November 1990   | Frankreich             | AG2R La Mondiale (2020)            |
| Cees Bol                                      | 27. Juli 1995      | Niederlande            | SEG Racing Academy (2018)          |
| Marco Brenner                                 | 27. August 2002    | Deutschland            | Team Auto Eder Bayern (2020)       |
| Romain Combaud                                | 1. April 1991      | Frankreich             | Nippo-Delko One Provence (2020)    |
| Alberto Dainese                               | 25. März 1998      | Italien                | SEG Racing Academy (2019)          |
| John Degenkolb                                | 7. Januar 1989     | Deutschland            | Lotto-Soudal (2021)                |
| Nico Denz                                     | 15. Februar 1994   | Deutschland            | AG2R La Mondiale (2019)            |
| Mark Donovan                                  | 3. April 1999      | Vereinigtes Königreich | Team Wiggins Le Col (2019)         |
| Nils Eekhoff                                  | 23. Januar 1998    | Niederlande            | Development Team Sunweb (2019)     |
| Chris Hamilton                                | 18. Mai 1995       | Australien             | Avanti IsoWhey Sports (2016)       |
| Leon Heinschke                                | 8. November 1999   | Deutschland            | Development Team DSM (2021)        |
| Jonas Iversby Hvideberg                       | 9. Februar 1999    | Norwegen               | Uno-X Pro Cycling Team (2021)      |
| Asbjørn Kragh Andersen                        | 9. April 1992      | Dänemark               | Waoo (2018)                        |
| Søren Kragh Andersen                          | 10. August 1994    | Dänemark               | Trefor-Blue Water (2015)           |
| Andreas Leknessund                            | 21. Mai 1999       | Norwegen               | Uno-X Pro Cycling Team (2020)      |
| Frederik Madsen                               | 22. Januar 1998    | Dänemark               | Uno-X Pro Cycling Team (2021)      |
| Niklas Märkl                                  | 3. März 1999       | Deutschland            | Development Team Sunweb (2020)     |
| Marius Mayrhofer                              | 18. September 2000 | Deutschland            | Development Team DSM (2021)        |
| Tim Naberman                                  | 11. Mai 1999       | Niederlande            | Development Team DSM (2021)        |
| Joris Nieuwenhuis (1. Jan.–30. Sep.)          | 11. Februar 1996   | Niederlande            | Development Team Sunweb (2018)     |
| Casper Pedersen                               | 15. März 1996      | Dänemark               | Aqua Blue Sport (2018)             |
| Florian Stork                                 | 27. April 1997     | Deutschland            | Development Team Sunweb (2019)     |
| Martijn Tusveld                               | 9. September 1993  | Niederlande            | Roompot-Nederlandse Loterij (2017) |
| Henri Vandenabeele                            | 15. April 2000     | Belgien                | Development Team DSM (2021)        |
| Kevin Vermaerke                               | 16. Oktober 2000   | Vereinigte Staaten     | Hagens Berman Axeon (2020)         |
| Sam Welsford                                  | 19. Januar 1996    | Australien             | Pro Racing Sunshine Coast (2019)   |
| Pavel Bittner (1. Aug.–31. Dez., Stagiaire)   | 29. Oktober 2002   | Tschechien             | Development Team DSM (2022)        |
| Casper van Uden (1. Aug.–31. Dez., Stagiaire) | 22. Juli 2001      | Niederlande            | Development Team DSM (2022)        |
|                                               |                    |                        |                                    |
| Quelle: ProCyclingStats                       |                    |                        |                                    |

## Siege
| Siege    | Siege                                | Siege                  | Siege  | Siege              | Siege |
| Datum    | Rennen                               | Staat                  | Klasse | Sieger             |       |
| -------- | ------------------------------------ | ---------------------- | ------ | ------------------ | ----- |
| 14. Apr. | Türkei-Rundfahrt, 5. Etappe          | Türkei                 | 2.Pro  | Sam Welsford       |       |
| 22. Apr. | Tour of the Alps, Gesamtwertung      | Italien                | 2.Pro  | Romain Bardet      |       |
| 18. Mai  | Giro d’Italia, 11. Etappe            | Italien                | 2.UWT  | Alberto Dainese    |       |
| 13. Jun. | Tour de Suisse, 2. Etappe            | Schweiz                | 2.UWT  | Andreas Leknessund |       |
| 17. Jun. | Tour de Suisse, 6. Etappe            | Schweiz                | 2.UWT  | Nico Denz          |       |
| 4. Aug.  | Polen-Rundfahrt, 6. Etappe           | Polen                  | 2.UWT  | Thymen Arensman    |       |
| 14. Aug. | Arctic Race of Norway, Gesamtwertung | Norwegen               | 2.Pro  | Andreas Leknessund |       |
| 14. Aug. | Arctic Race of Norway, 4. Etappe     | Norwegen               | 2.Pro  | Andreas Leknessund |       |
| 5. Sep.  | Tour of Britain, 2. Etappe           | Vereinigtes Königreich | 2.Pro  | Cees Bol           |       |